# Branca ducale dei Savoia

Stemma dei Duchi di Savoia

La branca ducale o ramo ducale è il ramo della Casa Savoia attraverso il quale si perpetuò la dinastia dei conti di Savoia, dopo il periodo della branca comitale che cominciò con Amedeo V il Grande (1249 – 1325) e terminò con Carlo II (1490-1496). 
È detto “ramo ducale” poiché questo ramo vide l'elevazione dei Savoia dal rango di conti al rango di duca, titolo assegnato nel 1416 ad Amedeo VIII di Savoia (1383 – 1451), primo Duca di Savoia, per intercessione dell'Imperatore Sigismondo. Questo ramo si estinguerà con il piccolo Carlo Giovanni Amedeo di Savoia sesto Duca della casata, morto bambino, e la discendenza passerà al ramo della Bresse con Filippo II, conte della Bressa (1443 – 1497).